# Tribunale speciale per il Libano
Il Tribunale speciale per il Libano (Special Tribunal for Lebanon), in sigla TSL, è un organo giurisdizionale internazionale incaricato di perseguire, a norma del diritto libanese, le azioni criminali correlate all'assassinio del premier Rafīq al-Ḥarīrī, avvenuto il 14 febbraio 2005.

## Storia
Il 1º marzo 2009 sono iniziati i lavori del tribunale all'Aja. Molti personaggi politici internazionali hanno visto questa come una data storica per fare chiarezza sull'attentato che come pochi altri ha scosso il Libano.
Il 24 marzo 2009 il giurista Antonio Cassese è stato nominato presidente del tribunale. Il suo compito è quello di fare luce su chi ha organizzato l'attentato terroristico che ha ucciso Hariri più i vari altri omicidi a sfondo politico.
Ad aprile 2009 il tribunale ordina la scarcerazione per mancanza di prove di quattro ex generali libanesi detenuti perché accusati di aver organizzato l'attentato. I quattro imputati erano:
- Jamil Sayyed, ex capo della sicurezza,
- Ali Hajj, ex capo della polizia,
- Raymond Azar, ex capo dell'intelligence militare
- Mustafa Hamdan, ex capo della guardia presidenziale

Il 23 maggio 2009 il settimanale tedesco Der Spiegel rivela che le indagini condotte dal Tribunale Internazionale indicano in Hezbollah il colpevole dell'omicidio di Rafiq al-Hariri. Il Der Spiegel afferma che tali notizie provengono da fonti vicine al tribunale. I giudici del tribunale hanno detto di non sapere da dove sia uscita la notizia.
Il partito sciita nega totalmente di essere il responsabile.
Gli altri partiti politici del Libano mantengono un basso profilo, molti scelgono di non commentare la vicenda o comunque rilasciano dichiarazioni tese a non strumentalizzare la notizia neanche per fini elettorali (le elezioni politiche cadono il 7 giugno  seguente).

## Giurisdizione
Il tribunale ha giurisdizione in capo ai fatti avvenuti il 14 febbraio 2005 che hanno portato alla morte di Rafik Hariri e al ferimento o all'uccisione di tutte le persone coinvolte in tale attacco. Il tribunale può avere giurisdizione anche su fatti connessi con tale attacco, purché siano avvenuti tra il 1 ottobre 2004 e il 12 dicembre 2005. Tale termine finale può essere esteso purché vi sia il consenso dei partiti e del consiglio di sicurezza.